# Mszadla (województwo mazowieckie)
Mszadla (dawn. Mszadła) – wieś w Polsce położona w województwie mazowieckim, w powiecie szydłowieckim, w gminie Szydłowiec.
Wieś należy do sołectwa Jankowice.
W latach 1975–1998 miejscowość administracyjnie należała do województwa radomskiego.